# Unus mundus
(Mysterium coniunctionis di Carl Gustav Jung)
Unus mundus, frase latina per "un mondo", è il concetto di una realtà unitaria di base da cui tutto emerge e per cui tutto ritorna.
L'idea è stata resa popolare nel XX secolo dallo psicoanalista svizzero Carl Gustav Jung, anche se il termine può essere fatto risalire agli scolastici, come Duns Scoto ed è stato ripreso nel XVI secolo da Gerhard Dorn, un allievo del famoso alchimista Paracelso. Il concetto risale al mito della caverna di Platone.

## Jung e Pauli
Jung, in collaborazione con il fisico Wolfgang Pauli, ha esplorato la possibilità che i suoi concetti di archetipo e sincronicità potrebbero essere correlati all'unus mundus - l'archetipo diviene un'espressione di unus mundus; sincronicità, o "coincidenza significativa", essendo reso possibile dal fatto che entrambi sia l'osservatore che il fenomeno collegato in definitiva derivano dalla stessa fonte, l'unus mundus.
Jung era sempre attento, tuttavia, nel sottolineare il carattere sperimentale e provvisorio di tali esplorazioni in un'idea unitaria della realtà.